# Zyll
Zyll is een Engelstalig computerspel, speciaal ontwikkeld voor de IBM PC Jr. in 1984. Het is een van de allereerste zogenaamde RPG/Adventure games. Het spel was een tekstgebaseerd computerspel. dat wil zeggen je krijgt tekstuele beschrijving van spelsituaties, waarbij je de keuze hebt voor een aantal standaard oplossingen. Zyll bevatte derhalve geen grafische elementen. Voor de ontwikkelingen van Zyll tekende Marshal Linder en Scott Edwards, twee werknemers bij IBM.

## Gameplay
Voordat het spel begint, kiest de speler een rol/karakter. Dat kan zijn een krijger (warrior), dief (thief) of tovenaar (wizard). Ieder karakter heeft specifieke eigenschappen en talenten, vaardigheden en zwakheden. De speler kon ook nog kiezen uit verschillende soorten pantser, wapens en schilden en geneeskrachtige dranken. Als de speler ervoor koos om de tovenaar te spelen, kon hij nog kiezen uit verschillende spreuken. Het spel begint in het bos rondom het kasteel van Zyll: Mitain. Er staat alleen geschreven hoe de omgeving eruitziet. De speler heeft een aantal opties, bewegen, de omgeving verkennen, een slot te forceren, een object aanvallen, alles afhankelijk van de omgeving. De bediening van het spel was alleen mogelijk met het toetsenbord met de functie toetsen of het numerieke gedeelte.
Het doel van het spel was het vinden van de 'zwarte bol' (de Black Orb), die de boze tovenaar Zyll had gebruikt om het land van de hoofdrol speler te vernietigen. Het vinden van de Black Orb zou het land weer kunnen herstellen. Tijdens het spel komt de speler diverse monsters tegen waartegen hij moet vechten of vluchten.
Het spel bevatte ook een optie om met twee spelers tegelijk tegen elkaar of met elkaar te spelen.

## Verhaal
Het verhaal begint in het "Land of Magic and Enchantment". Een jonge man genaam Zyll deed vergeefse pogingen om een meester in de zwarte magie te worden. Zijn doel was de "Ruler of the Realm" te worden, een ambitie waarvoor hij werd verbannen uit het land.
Na zijn verbanning ontdekte Zyll de magische "Black Orb". Iedereen die de Black Orb in zijn bezit heeft, zou de machtigste tovenaar worden.
Zyll gebruikte zijn nieuwe tovenaarsvaardigheden om wraak te nemen op het Land of Magic and Enchantment, door een aantal schatten te stelen, in het spel genoemd als de "Great Treasures".
Het land veranderde daarop in een dorre zwarte vlakte.
De speler in Zyll neemt de rol aan van een avonturier die de Black Orb van Zyll moet terugstelen om het Land of Magic and Enchantment weer te herstellen. Om de Black Orb te gebruiken, en jezelf terug te transporteren naar je eigen land, moet je ook nog minstens 4 van de gestolen Great Treasures terugbrengen.